# خوزه اورتیگوزا
خوزه اورتیگوزا (۱ آوریل ۱۹۸۷) یک بازیکن فوتبال اهل پاراگوئه است. وی در تیم ملی فوتبال پاراگوئه بازی کرده است.